# Boris Glibusic
Boris Glibusic, född 24 januari 1974 i Jönköping, är en svensk skådespelare.
Glibusic studerade under 1990-talet vid Lunds universitet och blev gymnasielärare i svenska och religionskunskap. Parallellt med studierna var han aktiv inom Lunds nya Studentteater och provade upprepade gånger in till teaterhögskolan i Luleå. Vid denna kom han slutligen in 1999 och utbildade sig till skådespelare fram till 2003.
Utöver diverse film- och TV-roller har Glibusic bland annat medverkat i pjäserna Lasermannen på Göteborgs stadsteater (2005) och Allt ska bort på Teater Västernorrland (2006).

## Filmografi
- 2002 – Hundtricket
- 2004 – Orka! Orka! (TV-serie)
- 2006 – Hem till byn (TV-serie)
- 2007 – Sanningen om Marika (TV-serie)
- 2008 – Höök (TV-serie)
- 2009 – Förbjuden frukt
- 2011 – Maria Wern - Pojke försvunnen
- 2012 – Hinsehäxan (TV-serie)
- 2015 – Bron (TV-serie) (säsong III)
- 2019 – Enkelstöten (TV-serie)
- 2020 – Lagos to Oslo
- 2023 – Fejk (TV-serie)